# Vicente Inácio Pereira
Vicente Inácio Pereira (? — 22 de novembro de 1888) foi um político brasileiro.
Foi 1º vice-presidente da província do Rio Grande do Norte, nomeado por carta imperial de 1 de fevereiro de 1879, tendo assumido a administração da província de 14 de fevereiro a 13 de março de 1879.